# اداره پلیس شیکاگو

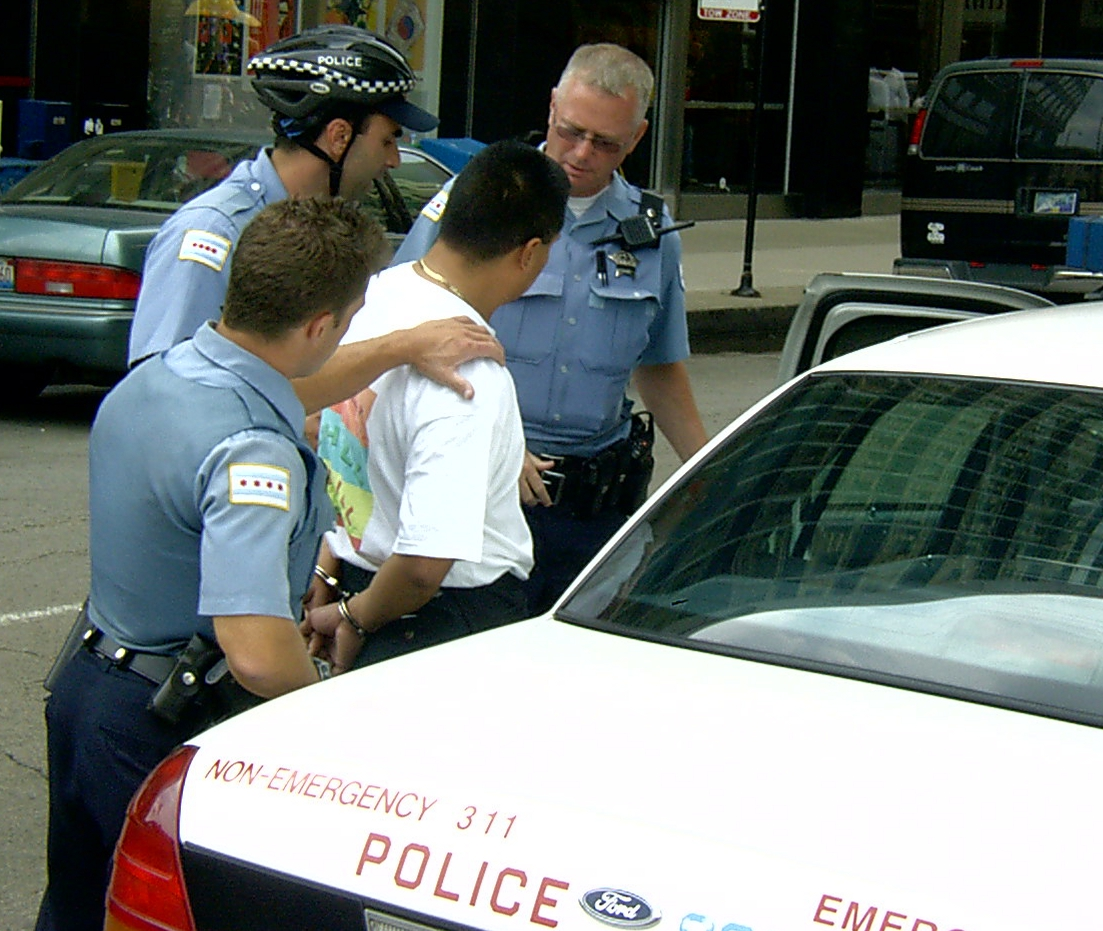
چند مأمور پلیس شیکاگو در حال دستگیری یک مجرم.

ادارهٔ پلیس شیکاگو (به انگلیسی: Chicago Police Department) تأسیس ۱۸۳۵، ادارهٔ پلیس شیکاگو در ایلینوی است.
این اداره یکی از بزرگ‌ترین مراکز قانونی در ایالات متحده است. این نیروها با بیش از ۱۳۰۰۰ افسر و ۱۸۰۰ نفر نیروهای دیگر، منطقه‌ای با جمعیتی در حدود ۸ میلیون نفر را پوشش می‌دهد.